# Alena Macurová
Alena Macurová, rozená Pšenčíková (* 3. června 1946 Klatovy), je česká bohemistka, profesorka českého jazyka na Filozofické fakultě Univerzity Karlovy v Praze a rektorka vysoké školy AKCENT College. Na Ústavu jazyků a komunikace neslyšících vyučuje lingvistické předměty zaměřené na český znakový jazyk. V letech 2000 až 2008 byla ředitelkou Ústavu českého jazyka a teorie komunikace Filozofické fakulty Univerzity Karlovy. Ve čtvrtek 21. prosince 2023 byla při výuce studentů 1. ročníku oboru Jazyky a komunikace neslyšících postřelena.

## Publikace
Vybrané publikace:
- Výstavba a smysl Vančurova Rozmarného léta, 1981
- Ztvárnění komunikačních faktorů v jazykových projevech. Utváření významové perspektivy. Praha, Univerzita Karlova 1983. [pdf]
- Text a komunikace – jazyk v literárním díle a ve filmu, 1991, spolu s Petrem Marešem, ISSN 0567-8269
- Mlčení a ticho v komunikaci a v (umělecké) reflexi, 1993, spolu s Irenou Vaňkovou
- Komunikace v textu a s textem. Praha: Filozofická fakulta Univerzity Karlovy v Praze, 2016 (eds: Mareš, P.; Adam, R.; Richterová, K.; Saicová Římalová, L.; Vaňková, I.). ISBN 978-80-7308-659-6
- Macurová, A.; Dingová, N.: Znakový jazyk. In Karlík, P.; Nekula, M.; Pleskalová, J.: Nový encyklopedický slovník češtiny. Praha: NLN, 2016, s. 2124-2127.
- Jazyky v komunikaci neslyšících: český znakový jazyk a čeština. Praha: Karolinum, 2018. [s R. Zbořilovou a kol.]

Učebnice:
- Lingvistika a znakové jazyky: včera a dnes. Praha: Česká komora tlumočníků znakového jazyka, 2010. [e-learning]
- Čeština pro neslyšící. Praha: Federace rodičů a přátel sluchově postižených 2007 [CD ROM]. [s M. Othovou, V. Prokešem, M. Vančátem]
- Rozumíme česky. Učebnice češtiny pro neslyšící. Praha: Divus 2003. [vedoucí autorského kolektivu]
- Umíme číst a psát česky. Učebnice češtiny pro neslyšící. Praha: Divus 1998. [vedoucí autorského kolektivu]